# Duyun
Duyun, tidigare stavat Tuyün, är en stad på häradsnivå och huvudort i Qiannan, en autonom prefektur för buyei- och miao-folken i Guizhou-provinsen i sydvästra Kina. Den ligger omkring 96 kilometer sydost om provinshuvudstaden Guiyang.